# Willy Boly
Willy-Arnaud Zobo Boly (sinh ngày 3 tháng 1 năm 1991) là một cầu thủ bóng đá chuyên nghiệp người Bờ Biển Ngà hiện đang thi đấu ở vị trí trung vệ cho câu lạc bộ Premier League Nottingham Forest và đội tuyển bóng đá quốc gia Bờ Biển Ngà.

## Thống kê sự nghiệp

### Câu lạc bộ
Tính đến ngày 23 tháng 5 năm 2021
| Câu lạc bộ                     | Mùa giải            | Giải đấu            | Giải đấu | Giải đấu | Cúp quốc gia | Cúp quốc gia | Cúp liên đoàn | Cúp liên đoàn | Châu Âu | Châu Âu | Khác | Khác | Tổng cộng | Tổng cộng |
| Câu lạc bộ                     | Mùa giải            | Hạng                | Trận     | Bàn      | Trận         | Bàn          | Trận          | Bàn           | Trận    | Bàn     | Trận | Bàn  | Trận      | Bàn       |
| ------------------------------ | ------------------- | ------------------- | -------- | -------- | ------------ | ------------ | ------------- | ------------- | ------- | ------- | ---- | ---- | --------- | --------- |
| Auxerre                        | 2010–11             | Ligue 1             | 8        | 1        | 0            | 0            | 0             | 0             | —       | —       | —    | —    | 8         | 1         |
| Auxerre                        | 2011–12             | Ligue 1             | 33       | 1        | 2            | 0            | 2             | 0             | —       | —       | —    | —    | 37        | 1         |
| Auxerre                        | 2012–13             | Ligue 2             | 25       | 1        | 0            | 0            | 2             | 0             | —       | —       | —    | —    | 27        | 1         |
| Auxerre                        | 2013–14             | Ligue 2             | 30       | 0        | 4            | 1            | 4             | 0             | —       | —       | —    | —    | 38        | 1         |
| Auxerre                        | 2014–15             | Ligue 2             | 1        | 0        | 0            | 0            | 2             | 0             | —       | —       | —    | —    | 3         | 0         |
| Auxerre                        | Tổng cộng           | Tổng cộng           | 97       | 3        | 6            | 1            | 10            | 0             | —       | —       | —    | —    | 113       | 4         |
| Braga                          | 2014–15             | Primeira Liga       | 0        | 0        | 0            | 0            | 1             | 0             | 0       | 0       | —    | —    | 1         | 0         |
| Braga                          | 2015–16             | Primeira Liga       | 22       | 2        | 4            | 0            | 1             | 0             | 12      | 0       | —    | —    | 39        | 2         |
| Braga                          | 2016–17             | Primeira Liga       | 3        | 0        | 0            | 0            | 0             | 0             | 0       | 0       | 1    | 0    | 4         | 0         |
| Braga                          | Tổng cộng           | Tổng cộng           | 25       | 2        | 4            | 0            | 2             | 0             | 12      | 0       | 1    | 0    | 44        | 2         |
| Porto                          | 2016–17             | Primeira Liga       | 4        | 0        | 0            | 0            | 2             | 0             | 1       | 0       | —    | —    | 7         | 0         |
| Wolverhampton Wanderers (mượn) | 2017–18             | Championship        | 36       | 3        | 0            | 0            | 1             | 0             | —       | —       | —    | —    | 37        | 3         |
| Wolverhampton Wanderers        | 2018–19             | Premier League      | 36       | 4        | 5            | 0            | 0             | 0             | —       | —       | —    | —    | 41        | 4         |
| Wolverhampton Wanderers        | 2019–20             | Premier League      | 22       | 0        | 0            | 0            | 0             | 0             | 13      | 1       | —    | —    | 35        | 1         |
| Wolverhampton Wanderers        | 2020–21             | Premier League      | 21       | 1        | 1            | 0            | 1             | 0             | —       | —       | —    | —    | 23        | 1         |
| Wolverhampton Wanderers        | Tổng cộng           | Tổng cộng           | 115      | 8        | 6            | 0            | 2             | 0             | 13      | 1       | —    | —    | 136       | 9         |
| Tổng cộng sự nghiệp            | Tổng cộng sự nghiệp | Tổng cộng sự nghiệp | 241      | 13       | 16           | 1            | 16            | 0             | 26      | 1       | 1    | 0    | 300       | 15        |

### Quốc tế
Tính đến ngày 11 tháng 2 năm 2024
| Đội tuyển quốc gia | Năm  | Trận | Bàn |
| ------------------ | ---- | ---- | --- |
| Bờ Biển Ngà        |      |      |     |
| 2020               | 2    | 0    |     |
| 2021               | 8    | 1    |     |
| 2022               | 3    | 0    |     |
| 2023               | 2    | 0    |     |
| 2024               | 5    | 0    |     |
| Tổng               | Tổng | 20   | 1   |

Bàn thắng và kết quả của Bờ Biển Ngà được để trước.
| #  | Ngày                | Địa điểm                                    | Đối thủ  | Bàn thắng | Kết quả | Giải đấu           |
| -- | ------------------- | ------------------------------------------- | -------- | --------- | ------- | ------------------ |
| 1. | 30 tháng 3 năm 2021 | Sân vận động Quốc gia, Abidjan, Bờ Biển Ngà | Ethiopia | 1–0       | 3–1     | Vòng loại CAN 2021 |